# Nares Land
Nares Land ist eine grönländische Insel im Nordost-Grönland-Nationalpark.

## Geografie
Nares Land liegt im äußersten Norden Grönlands zwischen dem Victoria Fjord im Westen und dem Nordenskiöld Fjord im Osten. Im Süden trennt ein schmaler Sund die Insel vom Festland. Im Norden befindet sich die Lincolnsee, ein Randmeer des Arktischen Ozeans. Auf der Insel befinden sich mehrere benannte Kaps: Kap Knudsen an der schmalen Südspitze, Kap Vinterberg im Südwesten, Kap Lembcke-Otto im Westen, Kap Wohlgemuth im Nordwesten und Kap Middendorff im Norden. Die Insel ist etwa 80 km lang und bis zu 30 km breit. Ihre Fläche wird mit 1466,0 km² oder 1775,7 km² angegeben. Der höchste Punkt wird mit 1011 m oder 1067 m angegeben. Im Westen befinden sich die beiden flacheren Berge Sixtus und Blåfjeld.

## Geschichte
Die Insel wurde während der Lady Franklin Bay Expedition von 1881 bis 1884 unter Adolphus Greely zu Ehren von George Nares benannt, dem als erster die Durchfahrt von der Baffin Bay in den Arktischen Ozean gelungen war.